# Szkoła Nauk Politycznych w Warszawie
Szkoła Nauk Politycznych w Warszawie – działająca w latach 1917–1939 prywatna szkoła wyższa z siedzibą w Warszawie.

## Opis
Tradycje szkoły sięgały 1915 roku; powstała w 1917 roku w miejsce Szkoły Nauk Społecznych i Handlowych w Warszawie. W roku akademickim 1937/1938 w uczelni było zatrudnionych 33 profesorów, a edukację odbierało 1750 studentów, co czyniło ją drugą pod względem liczby studentów uczelnią niepaństwową w Polsce. Jej dyrektorem był Jan Edmund Reyman.
Pierwszą siedzibą szkoły był pałac Małachowskich przy ul. Senatorskiej 11. Dysponowała ona także pomieszczeniami przy ul. Smolnej. W 1927 przeniosła się do nowo wybudowanego własnego budynku na Ochocie.
Szkoła została zlikwidowana 31 sierpnia 1939 roku na podstawie rozporządzenia ministra wyznań religijnych i oświecenia publicznego z 28 kwietnia 1939 roku, na mocy którego w jej miejsce powstała Akademia Nauk Politycznych w Warszawie o uprawnieniach równych państwowym szkołom wyższym. Nadanie prywatnej uczelni takich praw było najwyższą formą pozytywnego wyróżnienia uczelni przez władze państwowe, a ANP była jedną z siedmiu takich uczelni w kraju.
Obecnie w budynku Szkoły Nauk Politycznych przy ul. Wawelskiej 56 znajduje się siedziba Krajowej Szkoły Administracji Publicznej.